# 考尔毛奇
考尔毛奇，是匈牙利佐洛州所辖的一个村，总面积14.22平方公里，总人口777，人口密度54.6人/平方公里（2010年1月1日）。